# Tour of Szeklerland
Il Tour of Szeklerland (it. Giro della Terra dei Siculi) è una corsa a tappe di ciclismo su strada maschile che si svolge in Romania ogni anno ad agosto. È inserito nel calendario dell'UCI Europe Tour come classe 2.2.

## Albo d'oro
Aggiornato all'edizione 2025.
| Anno | Vincitore           | Secondo             | Terzo                  |
| ---- | ------------------- | ------------------- | ---------------------- |
| 2008 | Martin Hebík        |                     |                        |
| 2009 | Vitalij Popkov      |                     |                        |
| 2010 | Evgeni Gerganov     |                     |                        |
| 2011 | Florian Bissinger   |                     |                        |
| 2012 | Vitalij Popkov      | Anatolij Pachtusov  | Matej Marin            |
| 2013 | Georgi Georgiev     | Vitalij Popkov      | Laurent Évrard         |
| 2014 | Stefan Koychev      | Georgi Petrov       | Oleg Berdos            |
| 2015 | Clemens Fankhauser  | Oleg Zemlyakov      | Serghei Țvetcov        |
| 2016 | Kiril Pozdniakov    | Alexandr Shushemoin | Matej Mugerli          |
| 2017 | Patrick Bosman      | Christian Mager     | Nicolae Tanovitchii    |
| 2018 | Nicolae Tanovitchii | Oleksandr Prevar    | Andrii Bratashchuk     |
| 2019 | Jonas Rapp          | Paolo Totò          | Dominik Hrinkow        |
| 2020 | Jakub Kaczmarek     | Serghei Țvetcov     | Stanisław Aniołkowski  |
| 2021 | Alan Banaszek       | Daniel Auer         | Andrea Guardini        |
| 2022 | Szymon Rekita       | Emil Dima           | Maciej Paterski        |
| 2023 | Martin Messner      | Torbjørn Andre Røed | Cristian Raileanu      |
| 2024 | Lev Gonov           | Michael Kukrle      | Matthias Schwarzbacher |
| 2025 | Dominik Neuman      | Nikiforos Arvanitou | Alan Banaszek          |